# جانیباکتر ماسیلینسیس
جانیباکتر ماسیلینسیس (به انگلیسی: Janibacter massiliensis) گونه‌ای از باکتری‌های گرم مثبت و هوازی است. این گونه نخستین بار از ترشحات واژن یک خانم ۴۵ ساله اهل فرانسه و مبتلا به واژینوز باکتریال خالص‌سازی شد.
محدودهٔ دمایی حیاتی این باکتری ۲۸ تا ۳۷ درجهٔ سلسیوس و حدود پی‌اچ برای زندگی آن ۶٫۵ تا ۸٫۵ است.

## ریشه‌شناسی
ماسیلینسیس از ماسیلیا گرفته شده‌است که نام لاتین مارسی است؛ این شهر محل زندگی فردی‌ست که برای اولین بار باکتری از ترشحات بدنش خالص‌سازی شد.